# 愛，讓悲傷終結
為一部2010年由妮可·基嫚、亞倫·艾克哈特及黛安·薇絲特主演的劇情片。由大衛·林賽-亞拜爾改編自2005年自己创作的同名舞台劇《出口》（Rabbit Hole，中文譯自綠光劇團網站），由約翰·卡麥隆·米契爾執導。基嫚透過其個人公司Blossom Films製作此片。
本片讲述一對夫妻在歷經喪子之痛後如何蛻變、掙扎。2010年9月於多倫多國際電影節首映。2010年12月17日於美國部分影院上映，2011年1月14日全美上映，狮门影视公司负责發行。

## 演員
| 演员            | 角色                          |
| 妮可·基嫚       | Becca Corbett                 |
| 亞倫·艾克哈特   | Howie Corbett                 |
| 黛安·薇絲特     | Nat，Becca的母親、Danny的祖母 |
| 坦米·布蘭查德   | Izzy，Becca的妹妹             |
| 麥爾斯·泰勒     | Jason，駕駛                   |
| 吳珊卓          | Gabby                         |
| 派翠西亞·凱倫柏 | Peg                           |
| Mike Doyle      | Craig                         |
| Jon Tenney      | Rick                          |
| Stephen Mailer  | Kevin                         |
| 吉安卡洛·伊坡托 | Auggie                        |
| Phoenix List    | Danny Corbett                 |
| Sara Jane Blazo | Jason的母親                   |
| Ursula Parker   | Lilly                         |

## 評價
2022年8月，《IndieWire》列出40部最佳悲傷電影名冊裡，本片榜上有名。

## 獎项提名
女主角妮可基嫚獲得的提名：
- 第83届奥斯卡金像奖 最佳女主角
- 廣播影評人協會獎 最佳女主角
- 達拉斯-沃斯堡影評人協會獎 最佳女主角
- 底特律影評人協會獎 最佳女主角
- 第68屆金球獎 戲劇類最佳女主角
- 休斯頓影評人協會獎 最佳女主角
- 獨立精神獎 最佳女主角
- 卫星奖 戲劇類最佳女主角
- 影視演員工會獎 最佳女主角
- 網路影評人協會獎 最佳女主角
- 華盛頓哥倫比亞特區影評人協會獎 最佳女主角

## 腳註
1. ↑  Box Office Mojo上《Rabbit Hole》的資料（英文）
2. ↑  Friedman, Roger. . Showbiz 411. September 14, 2010  [2011-02-15]. （原始内容存档于2011-01-08）.
3. ↑  Friedman, Roger. . Showbiz 411. September 15, 2010  [2011-02-15]. （原始内容存档于2011-01-08）.
4. ↑  Lionsgate takes trip down 'Rabbit Hole' （页面存档备份，存于）. The Hollywood Reporter. Retrieved 2010-09-16.
5. ↑  Alison Foreman and Kate Erbland. . IndieWire.   [2022-08-21]. 原始内容存档于2022-09-22 （英语）.

## 外部連結
- 官方网站
- 互联网电影数据库（IMDb）上《愛，讓悲傷終結》的资料（英文）
- Box Office Mojo上《愛，讓悲傷終結》的資料（英文）
- 爛番茄上《愛，讓悲傷終結》的資料（英文）